# Andrena illini
Andrena illini is een vliesvleugelig insect uit de familie Andrenidae. De wetenschappelijke naam van de soort is voor het eerst geldig gepubliceerd in 1979 door Bouseman & LaBerge.